# Dabo Hana
Dabo Hana est un woreda de l'ouest de l'Éthiopie situé dans la zone Buno Bedele de la région Oromia. Il a 41 285 habitants en 2007. Son centre administratif est Kone.

## Origine
Dabo Hana se détache de l'ancien woreda Bedele avant le recensement national de 2007 et fait partie de la zone Illubabor jusqu'à la création de la zone Buno Bedele.

## Situation
Situé dans la partie nord de la zone Buno Bedele, Dabo Hana est limitrophe de la zone Misraq Welega dans la région Oromia.
|      | Chewaka   | Leka Dulecha |
| Mako | Dabo Hana | Jimma Arjo   |
| Dega | Chora     | Bedele Zuria |

Son centre administratif, Kone, se trouve à près de 2 000 m d'altitude une dizaine de kilomètres au nord de la route Bedele-Nekemte.

## Population
Au recensement national de 2007, le woreda compte 41 285 habitants dont 10 % de citadins avec 4 169 habitants à Kone. La majorité des habitants du woreda (62 %) sont orthodoxes, 29 % sont protestants, près de 8 % sont musulmans et près de 2 % sont de religions traditionnelles africaines.
En 2022, la population du woreda est estimée à 60 541 personnes avec une densité de population de 81 personnes par km2 et 747 km2 de superficie.